# Cantone di Estissac
Il Cantone di Estissac era una divisione amministrativa dell'arrondissement di Troyes.
A seguito della riforma approvata con decreto del 21 febbraio 2014, che ha avuto attuazione dopo le elezioni dipartimentali del 2015, è stato soppresso.

## Composizione
Comprendeva i comuni di:
- Bercenay-en-Othe
- Bucey-en-Othe
- Chennegy
- Estissac
- Fontvannes
- Messon
- Neuville-sur-Vanne
- Prugny
- Vauchassis
- Villemaur-sur-Vanne